# Heinz Wolfgang Arndt
Heinz Wolfgang Arndt (geboren 26. Februar 1915 in Breslau; gestorben 6. Mai 2002 in Canberra) war ein australischer Ökonom.

## Leben
Heinz Wolfgang Arndt war der älteste Sohn des Breslauer Chemieprofessors Fritz Arndt und der Julia Heimann, er hatte den Bruder Walter Werner Arndt und die Schwester Bettina. Die Ehe der Eltern wurde 1925 geschieden, und die Kinder blieben beim Vater, der 1930 seine Haushälterin heiratete. Fritz Arndt wurde nach der Machtübergabe an die Nationalsozialisten im April 1933 als Jude entlassen, und die Familie emigrierte im selben Jahr nach England. Heinz Arndt studierte am Lincoln College (Oxford) Politische Wissenschaften mit einem B.A.-Abschluss 1936 und einem Bachelor of Letters 1938. Er heiratete die deutsche Emigrantin Ruth Strohsahl (1915–2001), eine Tochter von Anna Strohsahl. Sie hatten drei Kinder, ihre 1949 geborene Tochter Bettina Arndt ist Sexualtherapeutin und Autorin in Australien.
Arndt arbeitete mit einem Leverhulme Stipendium an der London School of Economics und machte 1941 einen M.A.-Abschluss. Von 1943 bis 1946 las er an der University of Manchester als Assistent von John R. Hicks aus dessen The Social Framework: An Introduction to Economics. Am Chatham House erstellte er eine Untersuchung über die Wirtschaftspolitik der 1930er Jahre, deren Veröffentlichung 1945 ihn weithin bekannt machte.
Im Jahr 1946 ging er mit seiner Frau nach Australien, wo er ein Angebot als Senior Lecturer der Universität Sydney erhalten hatte. Er wurde Mitglied der Australian Fabian Society und der Australian Labor Party, trat aber Anfang der 1970er Jahre aus der Partei aus. Ab 1951 lehrte er als Professor für Ökonomie am Canberra University College. 1963 wurde er Institutsleiter der Research School of Pacific Studies der Australian National University (ANU) und legte den Schwerpunkt des Instituts auf die Ökonomie Indonesiens. Er gründete dafür das Bulletin of Indonesian Economic Studies (BIES). Er war Herausgeber der Zeitschrift Quadrant. Er wurde zu einer Autorität in Fragen der Entwicklungsökonomie und arbeitete in entwicklungspolitischen Fragen für verschiedene UN-Organisationen.
Arndt war für eine Zeit Präsident der Economic Society of Australia and New Zealand und Sektionsleiter Wirtschaft der Australian and New Zealand Association for the Advancement of Science (ANZAAS). Er wurde 1980 pensioniert und fungierte danach noch als wirtschaftspolitischer Berater des Regierungschefs Malcolm Fraser.
Arndt erhielt den indonesischen Orden Bintang Jasa 2. Klasse. 2005 wurde das H W Arndt Building der ANU eingeweiht, 2008 wurde in Canberra eine Straße nach Heinz und Ruth Arndt benannt.

## Schriften (Auswahl)

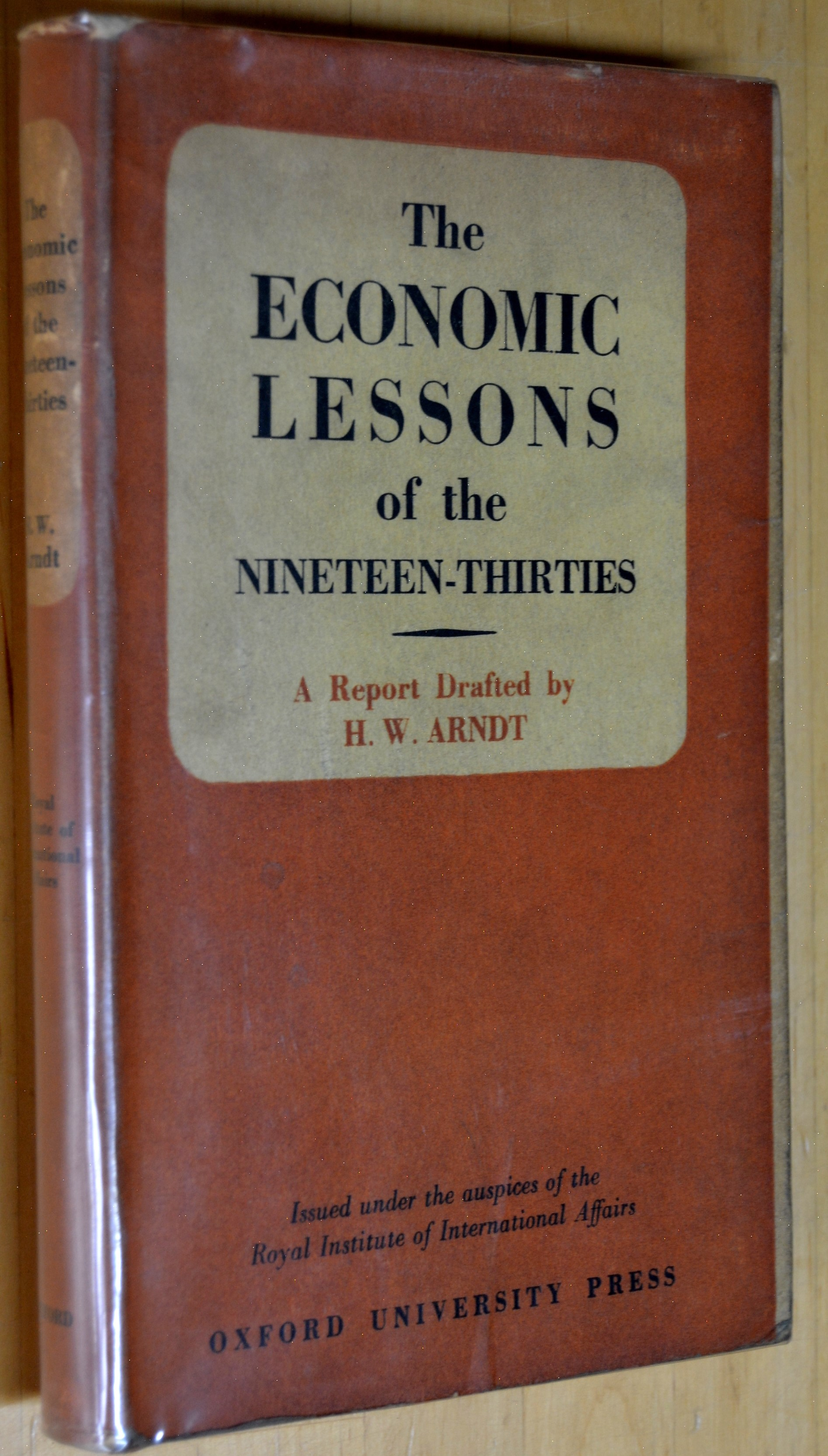
The Economic Lessons of the Nineteen-Thirties (1944)

- The economic lessons of the Nineteen-Thirties. London: Oxford University Press, 1944
- The Australian Trading Banks. Melbourne: Cheshire, 1957
- Heinz Arndt, W.M. Corden (Hrsg.): The Australian Economy: A Volume of Readings. Melbourne: Cheshire, 1963
- Heinz Arndt, Richard Ivan Downing u. a.: Taxation in Australia: Agenda for Reform. Melbourne: Melbourne University Press, 1964
- Beitrag in: Some Factors in Economic Growth in Europe during the 1950s. Genf: United Nations, 1964
- A Small Rich Industrial Country: Studies in Australian Development, Trade and Aid. Melbourne: Cheshire, 1968
- Three times 18: an essay in political biography, in: Quadrant, May–June 1969
- Heinz Arndt, A.H. Boxer (Hrsg.): The Australian Economy: a Second Volume of Readings. Melbourne: Cheshire, 1972
- Beitrag in: Australia. OECD Economic Survey. Paris: OECD, 1973
- The Rise and Fall of Economic Growth. A Study in Contemporary Thought. Melbourne: Longman Cheshire, 1978
- Heinz Arndt, A.K. Cairncross u. a.: The World Economic Crisis. A Commonwealth Perspective. London: Commonwealth Secretariat, 1980
- The Indonesian Economy – Collected Papers. Singapore: Chopman Publications, 1984
- A Course Through Life: Memoirs of an Australian Economist. Canberra: ANU, 1985
- Asian Diaries. Singapore: Chopman Publications, 1987
- Economic Development: The History of an Idea. Chicago: Chicago University Press, 1987
- Fifty Years of Development Studies. Canberra: ANU, 1993
- Essays in International Economics, 1944–1994. London: Avery, 1996
- The deaths in East Timor, in: Quadrant, Jul–Aug 1996, S. 5
- Heinz Arndt, Hal Hill: Southeast Asia's Economic Crisis. St. Leonards, NSW: Allen & Unwin, 1999
- Essays in Biography: Australian Economists Supplement to History of Economics Review, No. 32, Summer 2000.
- The Importance of Money. Essays in Domestic Macroeconomics 1949–1999. Abingdon: Ashgate, 2001